# Событие Хайнриха

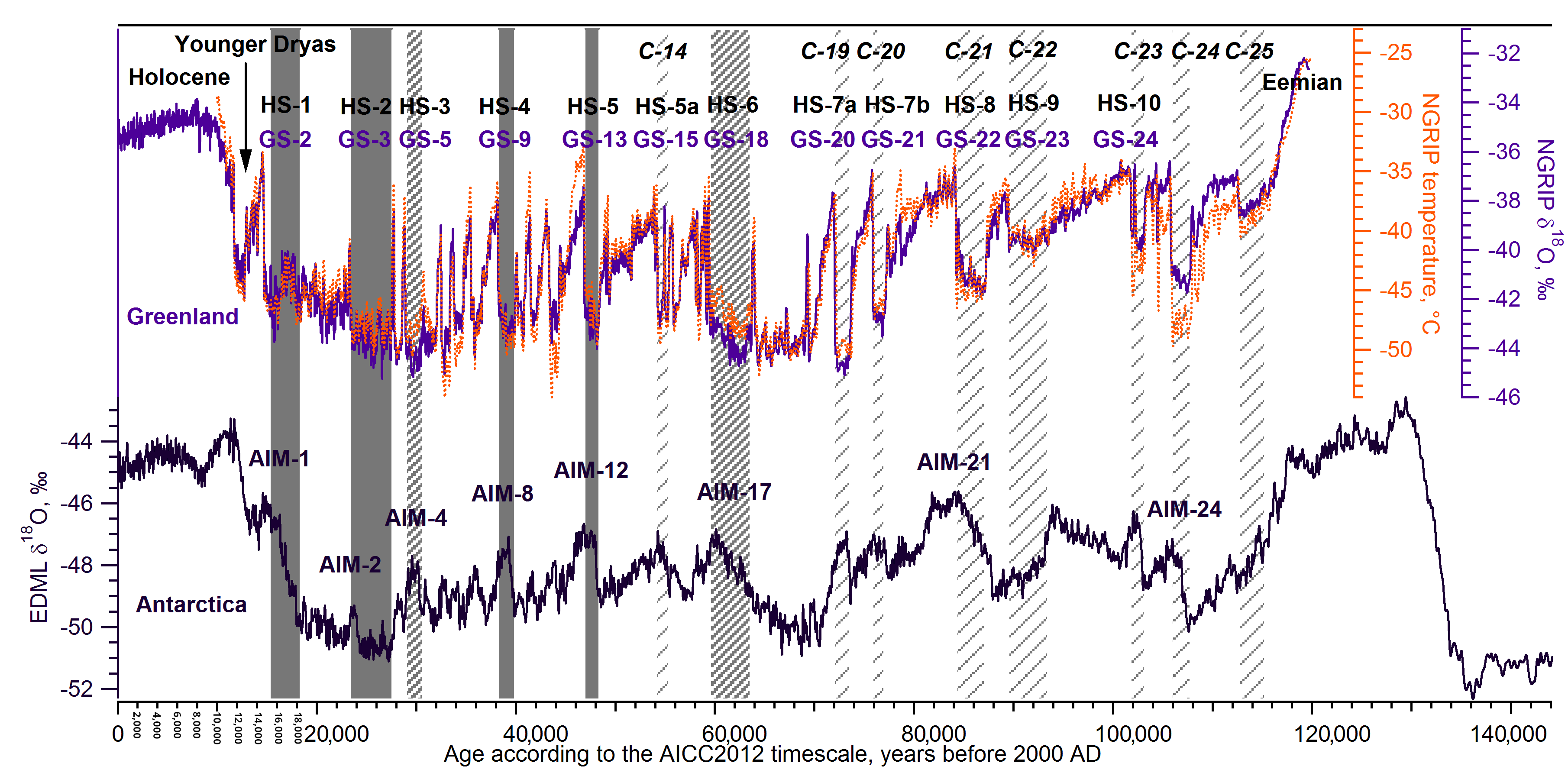
Хронология климатических событий, имеющих значение для последнего ледникового периода (~ 120 000 последних лет)

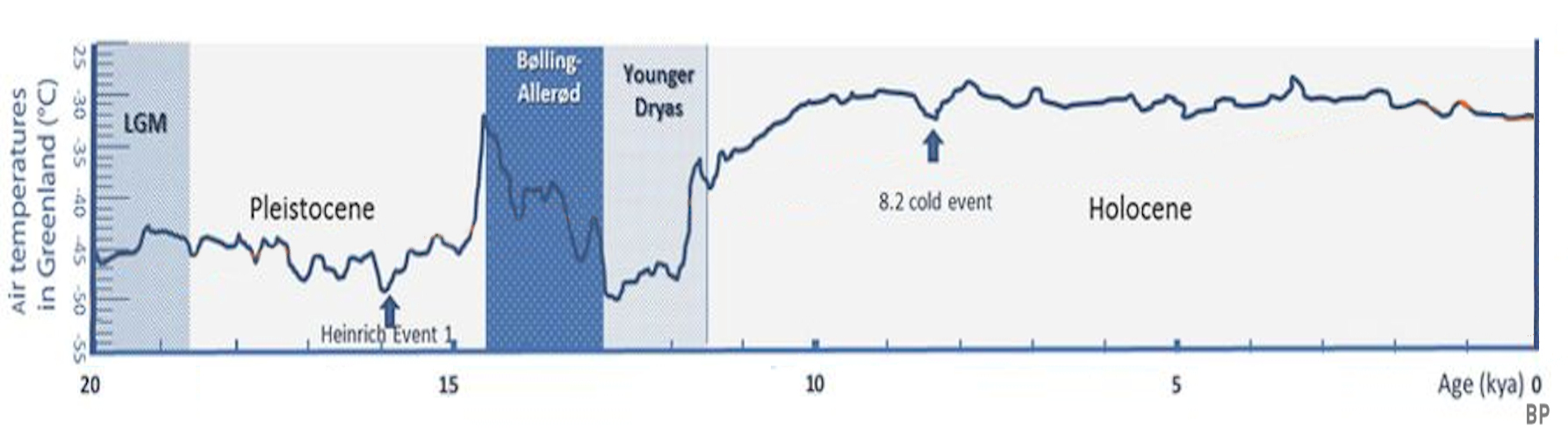
Изменение температур в послеледниковый период по данным Проект ледяного керна Гренландии

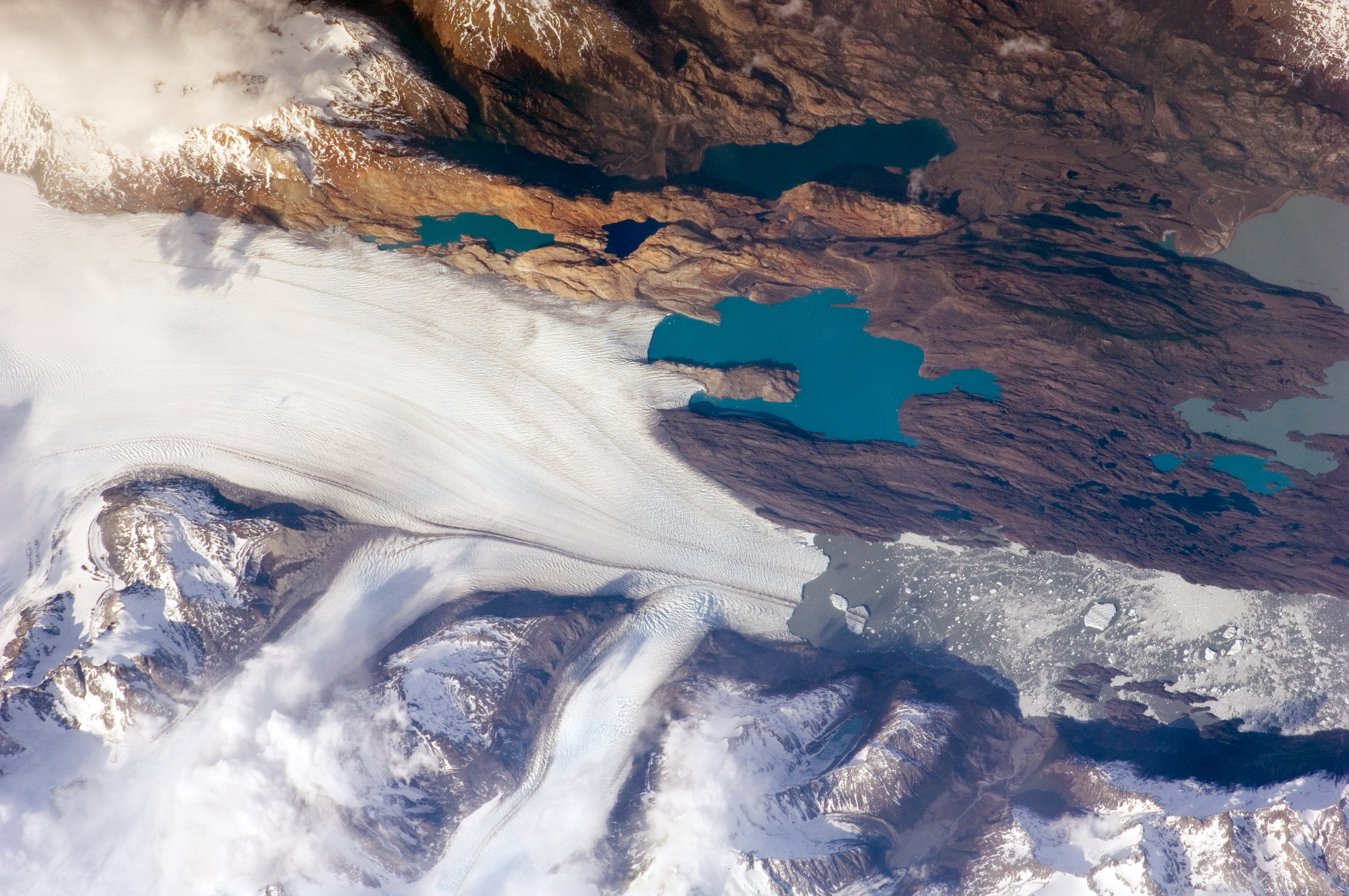
Южнопатагонское ледниковое поле на границе Аргентины и Чили продуцирует огромные долинные ледники. Ледник Upsala Glacier спускается в Озеро Аргентина. Хорошо видно, что многие айсберги несут на себе моренный материал (тёмные полосы). Айсберговый рафтинг формирует озерно-ледниковые отложения, разнося обломки по приледниковому озеру. При спуске озера на дне его будут контрастно выделяться особо крупные глыбы дропстоунов. 17 ноября 2009.

Собы́тия Ха́йнриха — среднечастотные (цикличность 5000—10 000 лет) изменения в составе донных отложений в течение последних 70—60 тысяч лет с ритмичным чередованием слоёв с валунами и горизонтов, сложенных относительно тонкообломочным материалом. События вызваны быстрым образованием айсбергов на ледниках Гренландии и островах Арктического архипелага и быстрым переносом через Северную Атлантику. Впервые описаны немецким морским геологом и климатологом Хартмутом Хайнрихом в 1988 году.
Эти события, которые принято отождествлять с быстрыми изменениями климата, являются одной из интересных проблем палеоклиматологии, наряду с осцилляциями Дансгора-Эшгера.

## Происхождение
События Хайнриха были порождены гигантскими сёрджами, породившими слои, насыщенные обломками горных пород — валунами и глыбами, перенесённым айсбергами с Лаврентийского ледникового покрова в процессе рафтинга. В настоящее время к событиям Хайнриха часто относят образование отложений айсбергового переноса (главным образом — дропстоунов) обломков любых ледников (в том числе — и горных), контактировавших с водоёмами и продуцировавших айсберговый отёл.

## Датировка
События Хайнриха имеют порядковые номера, возрастающие с давностью. Датировка событий Хайнриха нетривиальна, исследователи используют различающиеся схемы датирования. Согласно А. К. Васильчук, начало 6-го события Хайнриха (Н-6) 70 тыс. л. н. соответствует началу последнего оледенения, первое событие Хайнриха (Н-1) 14,5 тыс. л. н. — началу голоцена; поздний дриас считается событием с нулевым номером (Н-0). Африканский влажный период начался примерно 14 600 – 14 500 лет назад в конце события Хайнриха 1, одновременно с потеплением Бёллинг-Аллерёд.
Датировка остальных событий по А. К. Васильчук:
- Н-5 — 54 тыс. л. н.
- Н-4 — 40—35 тыс. л. н.
- Н-3 — 27 тыс. л. н.
- Н-2 — 21 тыс. л. н.

Длительность событий:
- Н-0 — 0,6—1,0 тыс. лет
- Н-1 — 0,8—1,4 тыс. лет
- Н-2 — 0,8—1,3 тыс. лет
- Н-3 — 0,9—1,5 тыс. лет
- Н-4 — 1,3—1,4 тыс. лет